# لاسلو بيروش
لاسلو بيروش (بالمجرية: László Piros) (10 مايو 1917 – 13 يناير 2006) كان سياسيًا شيوعيًا مجريًا وضابطًا عسكريًا، شغل منصب وزير الداخلية في المجر بين عامي 1954 و1956.

## حياته ومسيرته
ولد بيروش في عام 1917، وانضم إلى صفوف الحزب الشيوعي المجري خلال فترة ما بعد الحرب العالمية الثانية، حيث شارك في العمليات السياسية والعسكرية التي ساهمت في ترسيخ الحكم الشيوعي في البلاد.
تدرّج في المناصب حتى تم تعيينه وزيرًا للداخلية في عام 1954، وهو منصب تولى من خلاله الإشراف على أجهزة الأمن الداخلي والشرطة السياسية.

## النشاط السياسي بعد 1956
بعد عزله من منصب وزير الداخلية في عام 1956، تراجع دور لاسلو بيروش السياسي بشكل كبير، خاصة بعد فشل النظام في احتواء ثورة 1956 في المجر. لم يُعد إلى أي مناصب وزارية بعد الثورة، لكنه بقي نشطًا في بعض المهام الإدارية ذات الطابع المدني داخل أجهزة الدولة.
عمل لاحقًا في مجالات تتعلق بالتوثيق الحكومي والإشراف على المؤسسات العامة، وكان حضوره السياسي أقرب إلى الكواليس، بعيدًا عن الخطوط الأمامية للسلطة. وعلى الرغم من قربه السابق من دوائر الحكم الشيوعي، لم يكن من الشخصيات البارزة في الموجة الإصلاحية التي ظهرت في العقود التالية.

## فترة الوزارة
خدم بيروش في منصبه خلال فترة حساسة من تاريخ المجر، عرفت بتصاعد التوترات السياسية والاجتماعية، التي مهدت لاحقًا لاندلاع ثورة 1956 في المجر. وقد تم إعفاؤه من منصبه في نفس العام، قبل اندلاع الثورة بقليل.

## وفاته
توفي لاسلو بيروش في 13 يناير 2006 عن عمر ناهز 88 عامًا.